# Парламентарни избори у Норвешкој 2013.
Парламентарни избори у Норвешкој одржани су 9. септембра 2013. Коалиција десног центра освојила је 96 места, наспрам владајуће црвено-зелене коалиције која је освојила 72 места. Зелена партија освојила је 1 мандат. Појединачно Лабуристичка партија освојила је највише гласова - 30,8% док је Конзервативна партија 26,8%. Мање странке Либерална партија и хришћански демократи подржале су мањинску коалицију конзервативаца и Партије напретка.
| Политичка партија | Политичка партија              | Стортинг       | Стортинг | Стортинг | Стортинг  | Стортинг |
| Политичка партија | Политичка партија              | Укупно гласова | %        | +/-      | Посланици | +/-      |
| ----------------- | ------------------------------ | -------------- | -------- | -------- | --------- | -------- |
|                   | Лабуристичка партија           | 875.091        | 26,8%    | 4,5%     | 55        | 9        |
|                   | Конзервативна партија          | 760.455        | 28,73%   | 9,6%     | 48        | 18       |
|                   | Норвешка партија напретка      | 463.560        | 16,3%    | 6,6%     | 29        | 12       |
|                   | Хришћанско демократска партија | 158.474        | 5,6%     | 0        | 10        | 10       |
|                   | Партија центра                 | 155.357        | 0,7%     | 1,14%    | 10        | 1        |
|                   | Либерална партија              | 148.276        | 5,2%     | 1,4%     | 9         | 7        |
|                   | Социјалистичка левица          | 116.014        | 4,1%     | 2,1%     | 7         | 4        |
|                   | Зелена партија                 | 79.147         | 2,8%     | 2,4%     | 1         | 1        |